# Bulbophyllum coriophorum
Bulbophyllum coriophorum es una especie de orquídea epifita  originaria de  	 África.

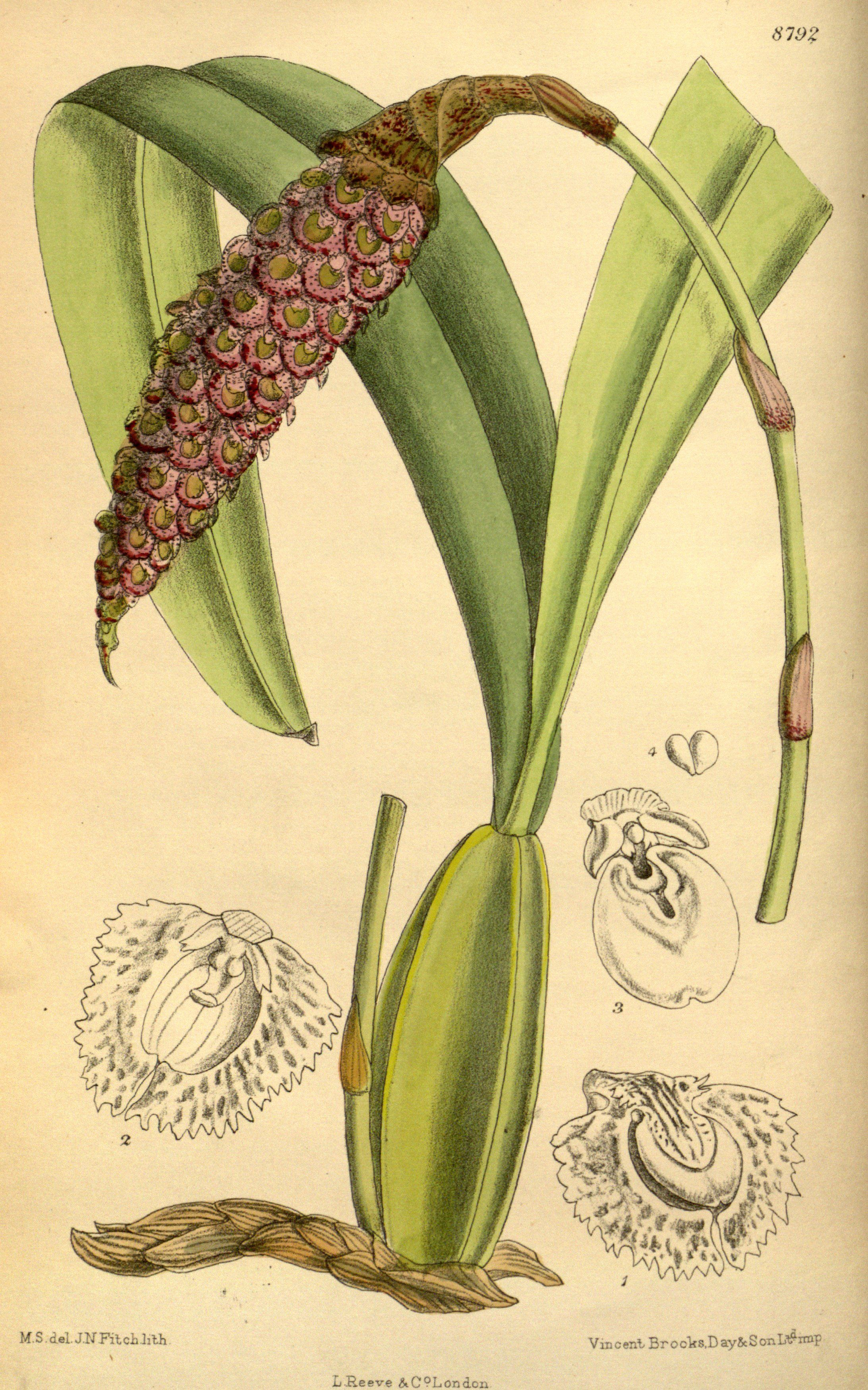
Ilustración

## Descripción
Es una orquídea de  mediano tamaño, con hábitos epifita  con grandes pseudobulbos  ovales, con 4 ángulos y 2 o más hojas persistentes, coriáceas, oblongas, apicales  que se estrechan hacia la base. La inflorescencia es arqueada de 25 cm de largo con muchas flores pequeñas y malolientes que aparecen por encima de las hojas y que florecen en la primavera y el otoño.

## Distribución y hábitat
Se encuentra en Madagascar y las Islas Comores en elevaciones de 1000 a 1600 metros.  

## Taxonomía
Bulbophyllum coriophorum fue descrita por Henry Nicholas Ridley   y publicado en Journal of the Linnean Society, Botany 22: 119. 1886.
Etimología
Bulbophyllum: nombre genérico que se refiere a la forma de las hojas que es bulbosa.
coriophorum: epíteto latino 
Sinonimia
- Bulbophyllum compactum Kraenzl.
- Bulbophyllum crenulatum Rolfe
- Bulbophyllum mandrakanum Schltr.
- Bulbophyllum robustum Rolfe[1][3][4]